# Mittelcarthausen
Mittelcarthausen ist eine Hofschaft in Halver im Märkischen Kreis im Regierungsbezirk Arnsberg in Nordrhein-Westfalen (Deutschland).

## Lage und Beschreibung
Mittelcarthausen liegt auf 310 Meter über Normalnull nordöstlich des Halveraner Hauptortes im Tal des Schlechtenbachs. Der Ort ist über eine Zufahrt erreichbar, die bei Carthausen im Hälvertal von der Landesstraße L868 abzweigt und auch Obercarthausen, Solberg, Clev und Schlechtenbach anbindet. Weitere Nachbarorte sind Wiene und Bruch. Südlich erhebt sich mit 370 Meter über Normalnull eine Anhöhe.
Erst ab der Mitte des 20. Jahrhunderts änderte sich die Schreibweise von Mittelkarthausen zu Mittelcarthausen.

## Geschichte
Mittelcarthausen wurde erstmals 1652 urkundlich erwähnt und entstand vermutlich um 1600 als ein Abspliss von Carthausen.
1818 lebten 15 Einwohner im Ort. 1838 gehörte Mittelcarthausen unter dem Namen Middern-Karthausen der Gloerfelder Bauerschaft innerhalb der Bürgermeisterei Halver an. Der laut der Ortschafts- und Entfernungs-Tabelle des Regierungs-Bezirks Arnsberg als Hof kategorisierte Ort besaß zu dieser Zeit drei Wohnhäuser und zwei landwirtschaftliche Gebäude. Zu dieser Zeit lebten 30 Einwohner im Ort, allesamt evangelischen Glaubens.
Das Gemeindelexikon für die Provinz Westfalen von 1887 gibt eine Zahl von 39 Einwohnern an, die in vier Wohnhäusern lebten.